# Mala
En mala eller japa mala (sanskrit: माला, mālā) er en buddhistisk eller hinduistisk bedekrans, der først og fremmest er kendt fra Indien, Himalaya-regionen og Tibet. Kransen anvendes til at tælle mantraer eller bønner, og hjælper med til bedre at kunne koncentrere og fordybe sig i bønnen eller mantraet og deres indhold uden at skulle holde styr på antallet af bønner. Denne praksis kaldes på sanskrit japa, og derfor anvendes også betegnelsen japa mala om bedekransen.
En mala bedekrans indeholder oftest 108 perler, og man gentager sit mantra eller sin bøn samtidig med at man med tommelfingeren "bladrer" frem i bedekransen. Både inden for hinduismen, buddhismen og flere andre østerlandske religioner (baseret på Dharma) er tallet 108 et helligt tal, og det er grunden til at mantraer gentages 108 gange og at der er 108 perler i mala-bedekransen.
- Wikimedia Commons har flere filer relateret til Mala

| Religion | Spire Denne religionsartikel er en spire som bør udbygges. Du er velkommen til at hjælpe Wikipedia ved at udvide den. |